# 可児市立東可児中学校
可児市立東可児中学校（かにしりつ ひがしかにちゅうがっこう）は、岐阜県可児市にある公立の中学校。

## 概要
- この地域は1974年に入居を開始した桜ケ丘団地をはじめ、皐ケ丘、桂ケ丘、星見台などの住宅団地があり、生徒数は1994年頃には約600名であったが、団地の高齢化もあり、現在は300名をきっている。
- 可児市の急激な人口増加に伴う生徒数の増加により開校した。可児市の予算の問題もあり、校舎の建設は住宅団地開発業者が立替施工し、翌年翌々年の2か年で可児市が買い上げた。

## 沿革
- 1983年（昭和58年）4月 - 中部中学校より分離し、開校。

## 通学区域
（出典：）
- 桜ケ丘
- 皐ケ丘
- 桂ケ丘
- 久々利柿下入会（小滝苑のみ）
- 星見台
- 大森（1501番地6502から6563、1515番地5から7）

## 進学前小学校
- 桜ケ丘小学校